# 鈴木隼方程式賽車
鈴木隼方程式賽車（日语：フォーミュラ・スズキ隼）乃是日本鈴木運動公司（IRD公司前身，鈴木公司子公司）製造販售的入門級方程式賽車。

## 內容與概要
2001年起鈴木公司開始舉行「鈴木方程式」賽車活動，由旗下鈴木運動公司（今IRD公司）製造出品鈴木Kei方程式賽車、鈴木隼方程式賽車等二部競技專用車款，並於同年5月15日起發售。其中後者搭載鈴木GSX1300R隼所使用的1,299c.c.直列四缸DOHC 4氣門W701型引擎，最大馬力175ps / 9,800rpm、最大扭力14.1kg·m / 7,000rpm，搭配六速序列式排檔變速箱。由於屬於進階級，配置FRP引擎整流罩、15吋輪圈、四輪碟煞制動系統等，售價315萬日圓。不過原廠至2008年為止不再舉辦鈴木方程式比賽，本車款亦不再使用。

### 機械規格參數
- 車身代號：FH 20R
- 車體構造：鈴木運動公司製鐵製車身
- 車身尺碼：
  - 全長：4,050mm
  - 全寬：1,680mm
  - 全高：1,100mm
  - 軸距：2,320mm
  - 輪距：前1,500mm / 後1,430mm
  - 車輛重量：430kg
- 引擎：
  - 型式：W701型水冷四衝程直列四缸DOHC 16氣門
  - 缸徑×行程：81.0×63.0mm
  - 總排氣量：1,299c.c.
  - 壓縮比：11.0:1
  - 燃料供給：EPI電子控制燃料噴射系統
  - 最大馬力：175ps / 9,800rpm
  - 最大扭力：14.1kg・m / 7,000rpm
- 油箱容量：25L（FT3）
- 變速系統：6速序列式變速
- 避震系統：前後雙A臂懸吊系統
- 制動系統：前通風碟盤 / 後碟煞
- 輪胎規格：前175/80R15 / 後175/80R15
- 輪圈規格：前R15×6.5J / 後R15×6.5J
- 車色：白（FRP凝膠漆塗裝）
- 選購項目：
  - 輪胎：前180/50VR13 / 後240/45VR13
  - 輪圈：13×8.0J / 後13×10.0J

## 內部連結
- 鈴木GSX 1300R
- 鈴木Kei方程式賽車

## 外部連結
- （日語）スズキスポーツ
- （日語）webCG: スズキ、2台のレース用フォーミュラカーを発売（页面存档备份，存于）